# Placita Olvera

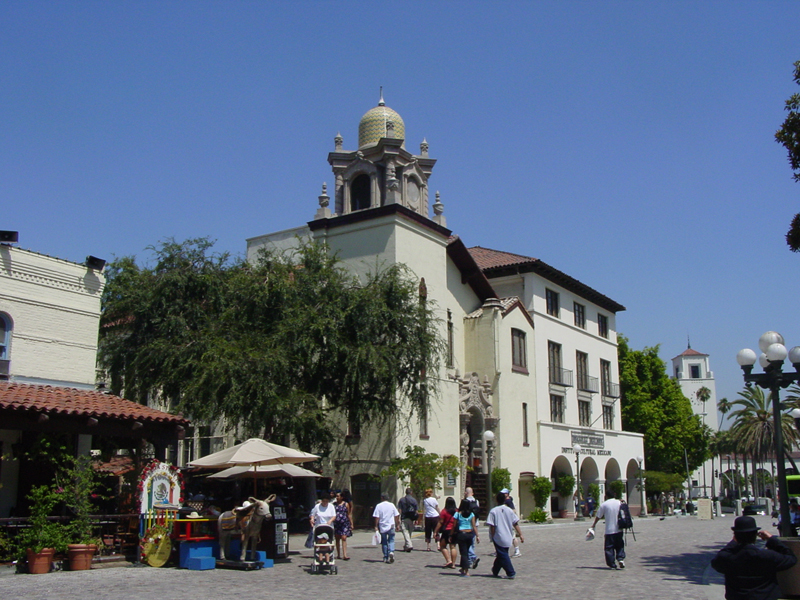
La Plaza de Los Ángeles con vista al comienzo de Olvera Street, con la Iglesia de la Plaza Metodista, 1926, en el centro y Union Station en el fondo.

La Calle Olvera o Placita Olvera (en inglés: Olvera Street) es una plaza en el centro de Los Ángeles, California, Estados Unidos, que corresponde al lugar de nacimiento de la ciudad. Su estilo es parecido al de las plazoletas de Sonora, México. La callecita unida a la plaza, que comenzó llamándose calle del Vino, fue extendida y renombrada Olvera en honor a un juez local llamado Agustín Olvera, en 1877. En la calle Olvera existen 27 edificios o casas nombrados como lugares históricos por los Estados Unidos, incluyendo la casa Adobe Ávila, Casa Pelanconi, casa Pío Pico y Casa Sepúlveda. En 1930, la calle fue cerrada y convertida en un colorido mercado. Hoy en día la plaza es usada por la ciudad y en particular la comunidad hispana para celebraciones y eventos musicales y de baile, como las celebraciones del Cinco de Mayo.

## En el cine
La plaza, antes de que fuera reformada, se puede ver en la película de Charles Chaplin The Kid. En el momento en el que fue rodada la película, la calle, entonces llamada Wine Street, era vista como un callejón lúgubre.